# Thomas Rolph
Thomas Rolph (ur. 17 stycznia 1885 w San Francisco, zm. 10 maja 1956 tamże) – amerykański polityk, członek Partii Republikańskiej, brat polityka Jamesa Rolpha.

## Działalność polityczna
W okresie od 3 stycznia 1941 do 3 stycznia 1945 przez dwie kadencje był przedstawicielem 4. okręgu wyborczego w stanie Kalifornia w Izbie Reprezentantów Stanów Zjednoczonych.